# Richard Weinberger
Richard Weinberger (Moose Jaw, 7 juni 1990) is een Canadese zwemmer die vooral actief is in het openwaterzwemmen. Hij vertegenwoordigde zijn vaderland op de Olympische Zomerspelen 2012 in Londen.

## Carrière
Bij zijn internationale debuut, op de wereldkampioenschappen openwaterzwemmen 2010 in Roberval, eindigde Weinberger als dertiende op de 10 kilometer en als zeventiende op de 5 kilometer. Tijdens de Pan Pacific kampioenschappen zwemmen 2010 in Irvine sleepte de Canadees de bronzen medaille in de wacht op de 10 kilometer, in het zwembad eindigde hij als vierentwintigste op de 1500 meter vrije slag.
Op de wereldkampioenschappen openwaterzwemmen 2011 in Shanghai eindigde Weinberger als zeventiende op zowel de 5 als de 10 kilometer. In Guadalajara nam de Canadees deel aan de Pan-Amerikaanse Spelen 2011, op dit toernooi legde hij, op de 10 kilometer, beslag op de gouden medaille.
Tijdens de Olympische Zomerspelen van 2012 in Londen veroverde Weinberger de bronzen medaille op de 10 kilometer.
Op de wereldkampioenschappen openwaterzwemmen 2013 in Barcelona eindigde Weinberger als vijfde op de 10 kilometer en 26e op de 25 kilometer.

## Internationale toernooien
| Jaar | Olympische Spelen | WK openwater                     | PanPacs                             | Pan-Amerikaanse Spelen |
| ---- | ----------------- | -------------------------------- | ----------------------------------- | ---------------------- |
| 2010 |                   | 17e 5 kilometer 13e 10 kilometer | 24e 1500m vrije slag · 10 kilometer |                        |
| 2011 |                   | 17e 5 kilometer 17e 10 kilometer |                                     | 10 kilometer           |
| 2012 | 10 kilometer      |                                  |                                     |                        |
| 2013 |                   | 5e 10 kilometer 26e 25 kilometer |                                     |                        |

## Persoonlijke records
Bijgewerkt tot en met 30 augustus 2013

### Kortebaan
| Afstand          | Tijd     | Datum           | Plaats   |
| ---------------- | -------- | --------------- | -------- |
| 1500m vrije slag | 15.11,14 | 21 januari 2011 | Victoria |

### Langebaan
| Afstand          | Tijd     | Datum        | Plaats   |
| ---------------- | -------- | ------------ | -------- |
| 1500m vrije slag | 15.37,40 | 2 april 2011 | Victoria |